# Henrik Moltke (amtmand)
 Der er flere personer med dette navn, se Henrik Moltke.
Henrik greve Moltke (16. december 1799 i København – 1. juni 1847 sammesteds) var en dansk højesteretsassessor og amtmand.
Han var søn af greve Gebhard greve Moltke-Huitfeldt, blev 1816 student (privat dimitteret), 1819 cand. jur., 1821 auskultant i Højesteret, 5. december 1823 surnumerær assessor i Landsoverretten for Nørrejylland, modtog 29. november 1826 kgl. udnævnelse, blev 28. december 1827 assessor i Højesteret, 1829 kammerherre og 28. juni 1840 Ridder af Dannebrog. 5. april 1845 blev Moltke udnævnt (fra 1. oktober) til amtmand over Københavns Amt, blev 16. oktober samme år desuden ekstraordinær assessor i Højesteret og blev 16. januar 1847 (fra 18. februar) på ny assessor i Højesteret og vendte altså tilbage til sit gamle embede, men døde 1. juni samme år. Fra 1842 var Moltke ejer af herregården Mullerup i Drøsselbjerg Sogn.
Derudover var Henrik Moltke fra 1834 direktør ved Det Classenske Fideicommis; 27. maj 1842 – 3. juli 1846 kongevalgt deputeret ved Østifternes Provinsialstænder; 1843 repræsentant i Nationalbanken; 1843-45 repræsentant i Det kgl. octr. kjøbenhavnske Brandassurance- Compagni for Varer og Effekter og blev 1844 administrations- og arrangements-kommissarius for hofjægermester, baron Carl Frederik Blixen-Fineckes pengeanliggender.
Moltke blev gift 29. april 1837 i Christiansborg Slotskirke med hofdame Marie Sophie Frederikke von Buchwald (28. august 1809 på Neudorf – 31. maj 1895 på Peinerhof), datter af ejer af Neudorf, kammerherre Wolf von Buchwald og Charlotte Louise født Sehestedt Juul.